# Szczecin Główny

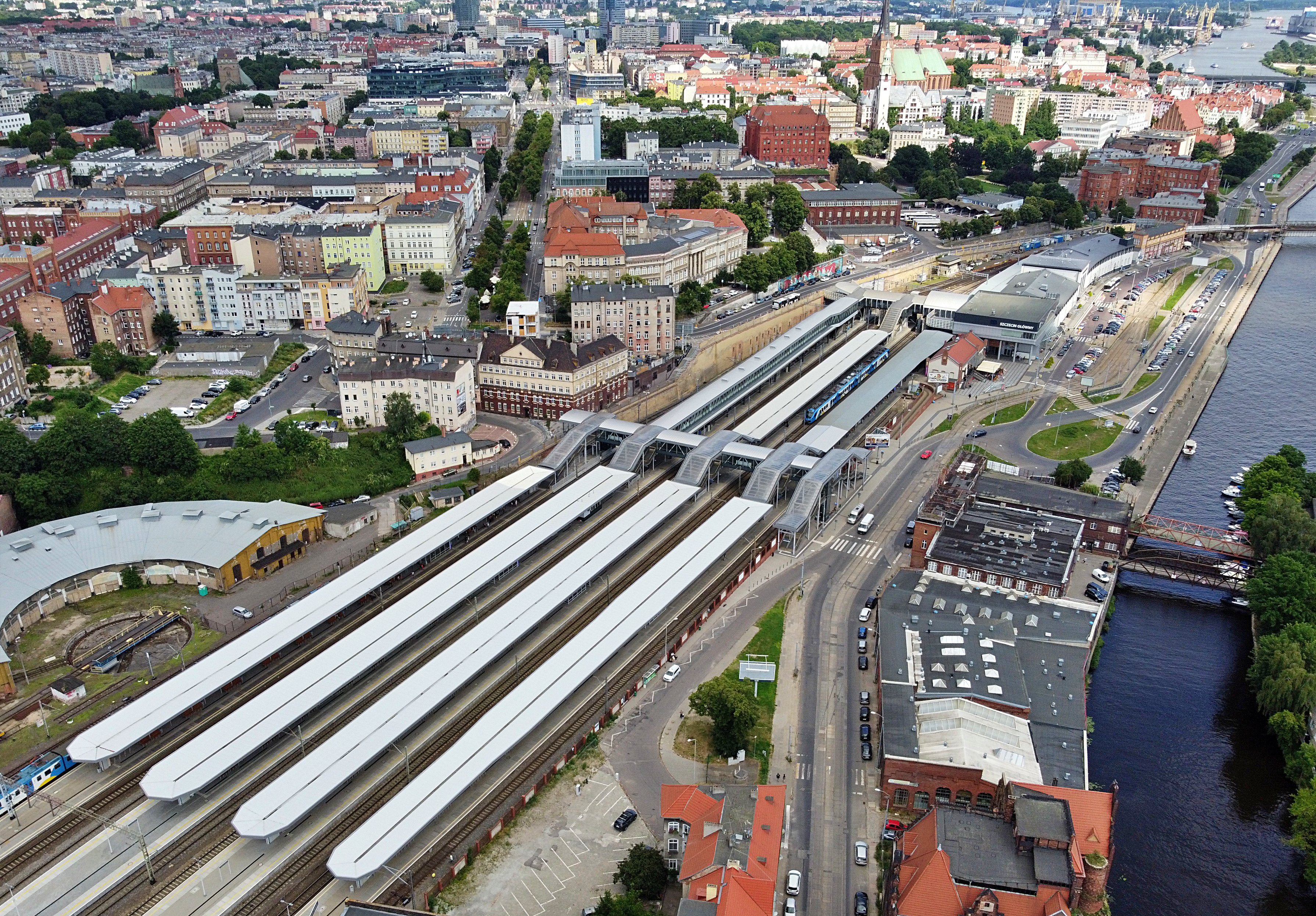
Stacja kolejowa Szczecin Główny (2021 r.)

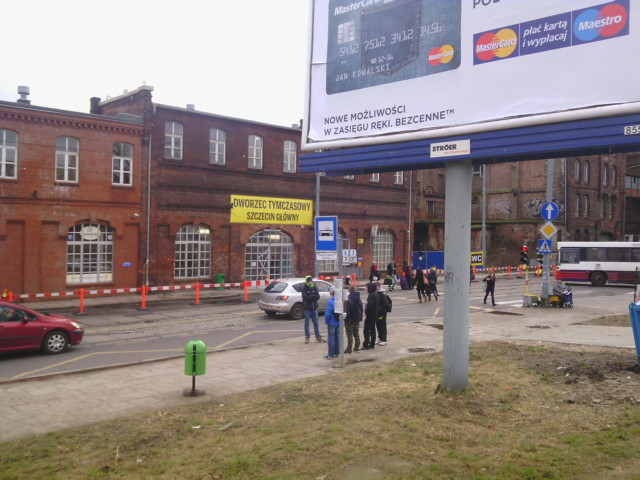
Tymczasowy dworzec kolejowy.

Szczecin Główny – najważniejszy ze szczecińskich dworców, zlokalizowany na terenie osiedla Nowe Miasto pomiędzy ulicami Krzysztofa Kolumba i Owocową. Jedna z najstarszych stacji kolejowych na terenie Polski. Według klasyfikacji PKP stacja ma najwyższą kategorię Premium.

## Ruch pasażerski
| Rok  | Wymiana roczna | Wymiana pasażerska na dobę | miejsce w Polsce |
| ---- | -------------- | -------------------------- | ---------------- |
| 2017 | 5 100 000      | 13 900                     | 13               |
| 2018 | 5 400 000      | 17 700                     | 14               |
| 2019 | 5 800 000      | 15 900                     | 13               |
| 2020 | 3 400 000      | 9 400                      | 14               |
| 2021 | 4 200 000      | 11 600                     | 14               |
| 2022 |                | 16 200                     | 13               |

## Historia

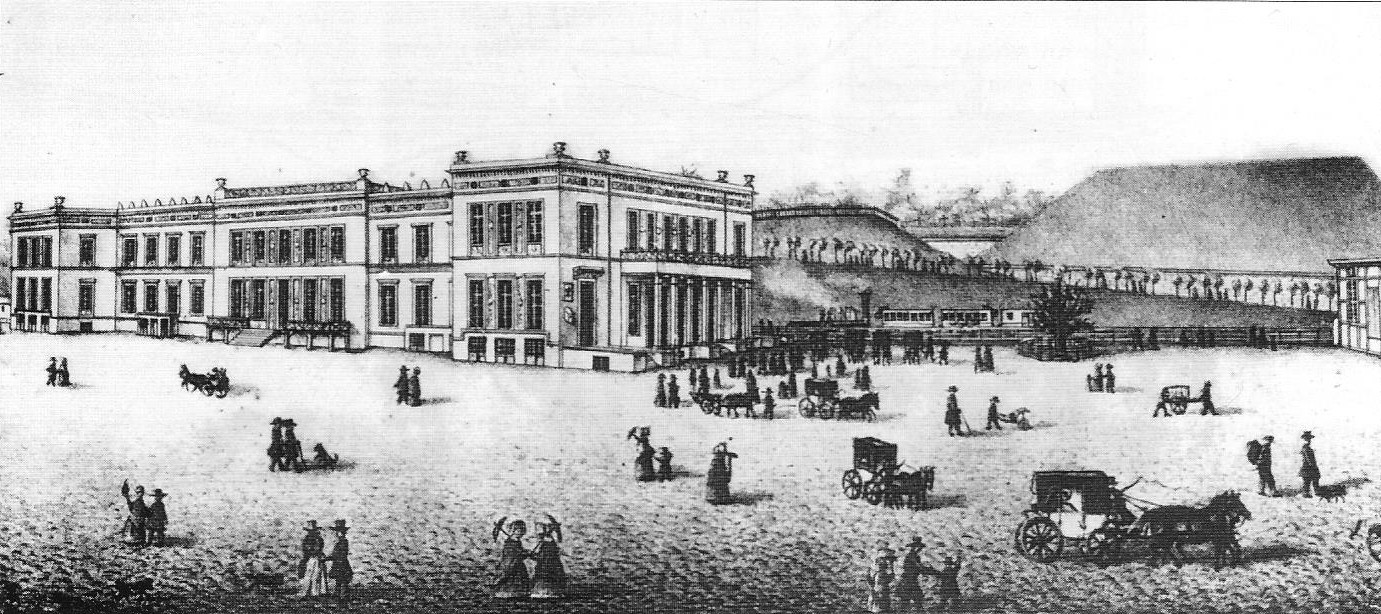
Otwarcie dworca w Szczecinie, 1843 r.

W roku 1836 założono w Berlinie Komitet Budowy Kolei Berlińsko-Szczecińskiej. Linia powstała w roku 1842 , a pierwszy pociąg z Berlina wjechał na dworzec o ówczesnej nazwie Berliner Bahnhof, czyli Dworzec Berliński, 15 sierpnia 1843 roku. Dało to początek liniom kolejowym na Pomorzu. Dworzec był pierwszym etapem do likwidacji obwarowań miejskich Fortu Prusy (Fort Preußen). Linia ta kończyła się w Berlinie na Dworcu Szczecińskim (Berlin Stettiner Bahnhof, późniejszy Berlin Nordbahnhof). W 1846 zbudowano linię kolejową do Stargardu (do 1848 przedłużoną do Poznania). Linia ta dobiegała do linii berlińskiej pod kątem prostym, bowiem dworzec był wówczas dworcem czołowym. Wymagało to wydrążenia 100-metrowego tunelu w skarpie wzgórza. Od dworca układ torów prowadził wówczas przez południową część wyspy Kępa Parnicka (obecną ul. Maklerską, niem. nazwa Eisenbahnstraße, czyli ul. Kolei Żelaznej), wzdłuż Kanału Rybnego (do 1859) oraz przez wyspę Siedlińską Kępę i wzdłuż obecnej ul. Hangarowej do dworca w Dąbiu. Do 1857 przez Szczecin prowadziła linia kolejowa z Berlina do Królewca przez Krzyż, Piłę, Bydgoszcz i Tczew.

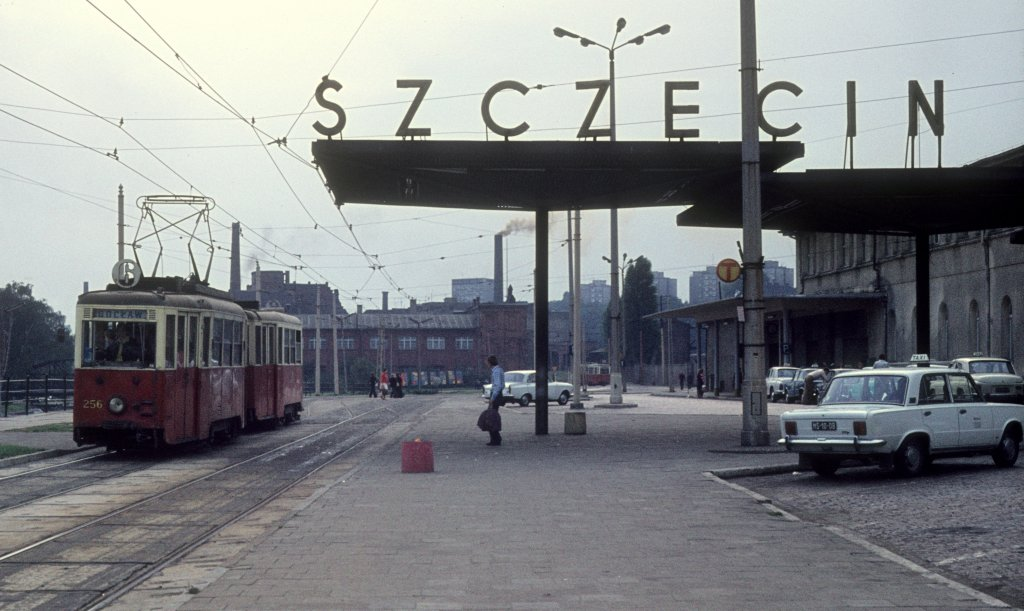
Przystanek tramwajowy, 1975 r.

W 1859 rozbudowano i przekształcono dworzec w przelotowy, budując obecny układ torów przez północną część Kępy Parnickiej i obecny dworzec Szczecin Port Centralny. W 1898 z dworca poprowadzono ostatnią linię – do Jasienicy (obecnie północne osiedle miasta Police). W skarpie została zlokalizowana nieczynna już lokomotywownia.
Około 1900 powstał budynek dworca, który po przebudowach i odbudowie po zniszczeniach II wojny światowej istnieje do dzisiaj.
W latach 1975–1980 większość szczecińskiego węzła kolejowego została zelektryfikowana. Nieopodal stacji znajdują się 2 nastawnie: „SG” i „SG 11”. Obecnie na dworcu znajdują się 4 perony zadaszone wiatami (wiata na peronie pierwszym jest przedwojenna). Na perony prowadzą przejścia nadziemne; podziemne pozostały, ale nie są już przeznaczone dla podróżnych. Na Dworcu zaczyna się i kończy Miejski Szlak Turystyczny. Przystanki ZDiTM w pobliżu: „SKM Dworzec Główny (Kolumba)” i „SKM Dworzec Główny (Owocowa)”.
Nad dworcem dominuje kompleks budynków Dyrekcji Kolei w Szczecinie.

### Historyczne nazwy
| Nazwa stacji             | Okres obowiązywania |
| ------------------------ | ------------------- |
| Stettin Berliner Bahnhof | 1843–1850           |
| Stettin Hauptbahnhof     | 1850–1945           |
| Szczecin Główny Osobowy  | 1945–1947           |
| Szczecin Główny          | od 1947             |

## Remonty, renowacje i plany na przyszłość

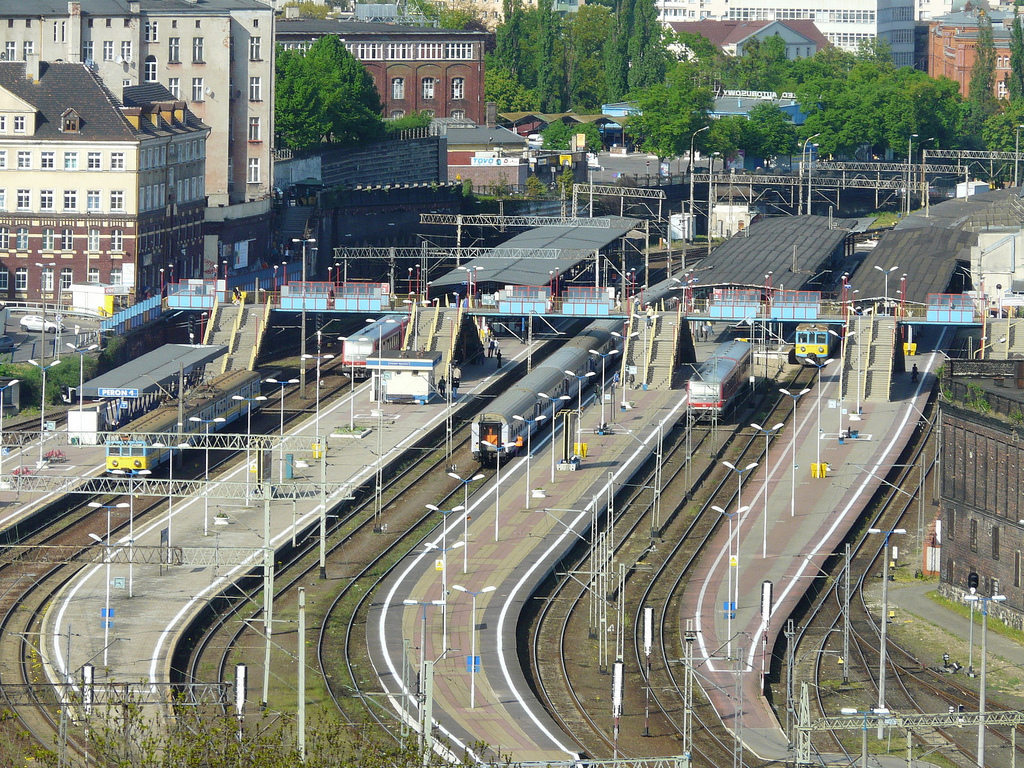
Widok z lotu ptaka na perony (przed remontem)

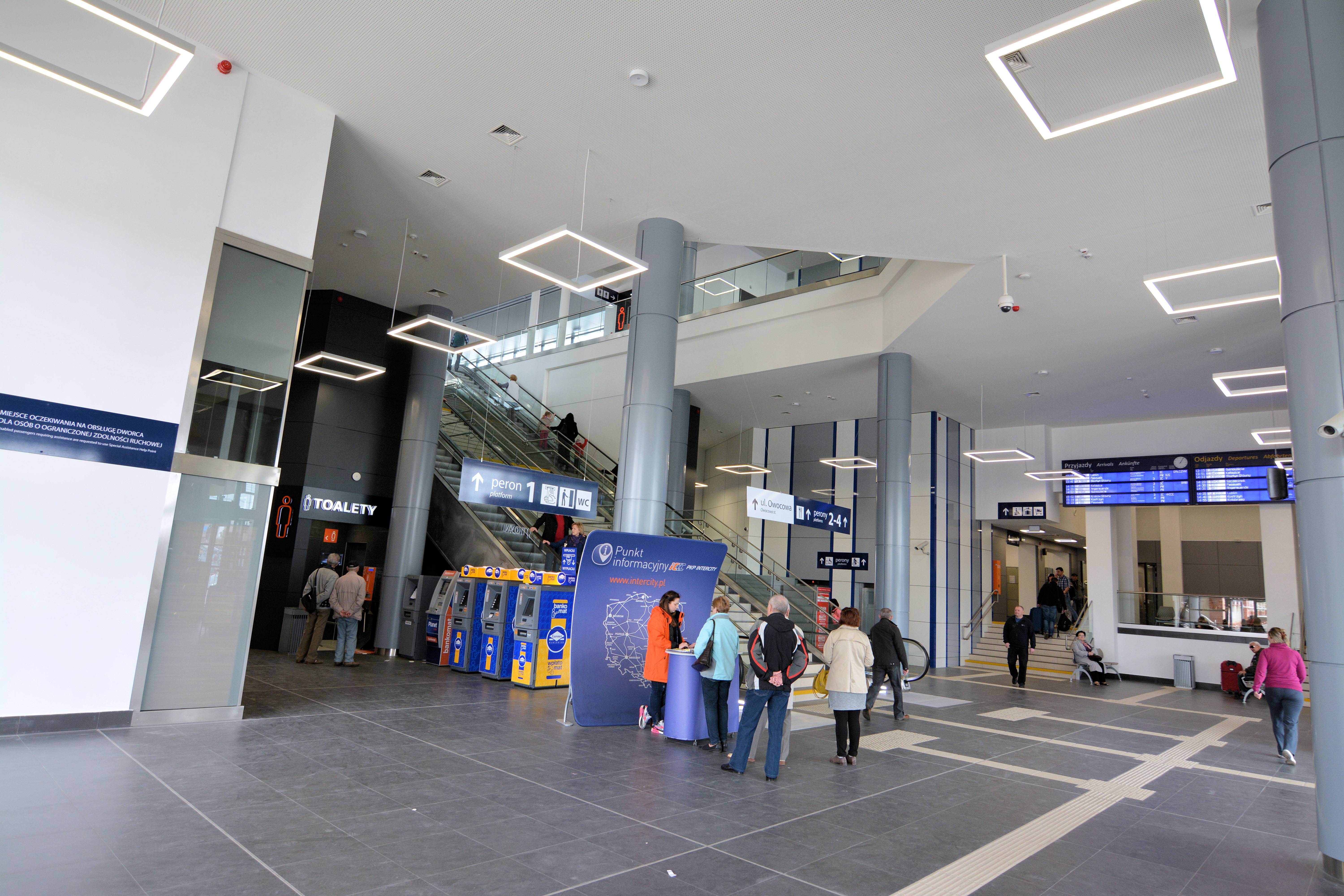
Nowy hol główny

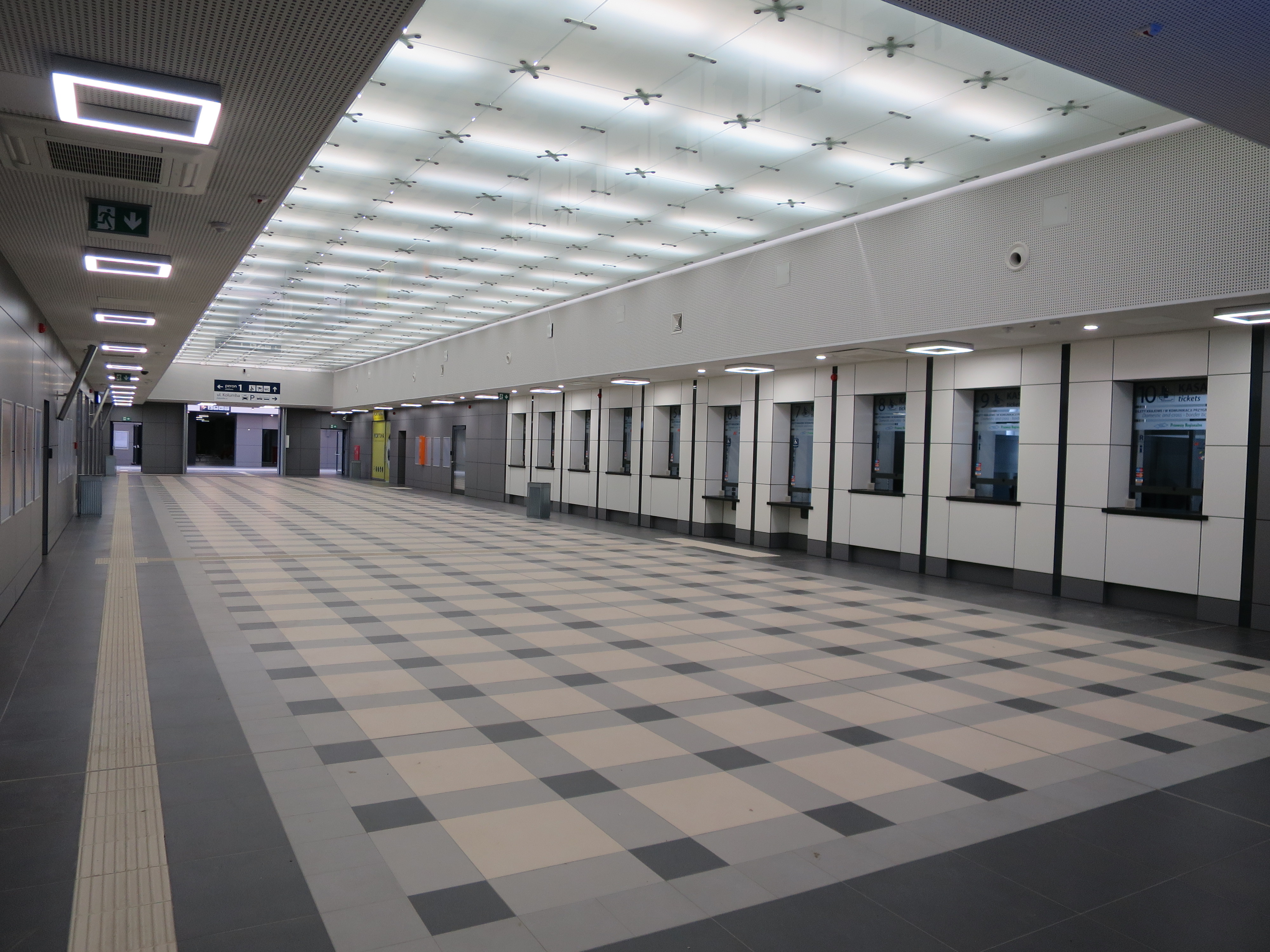
Hol kasowy

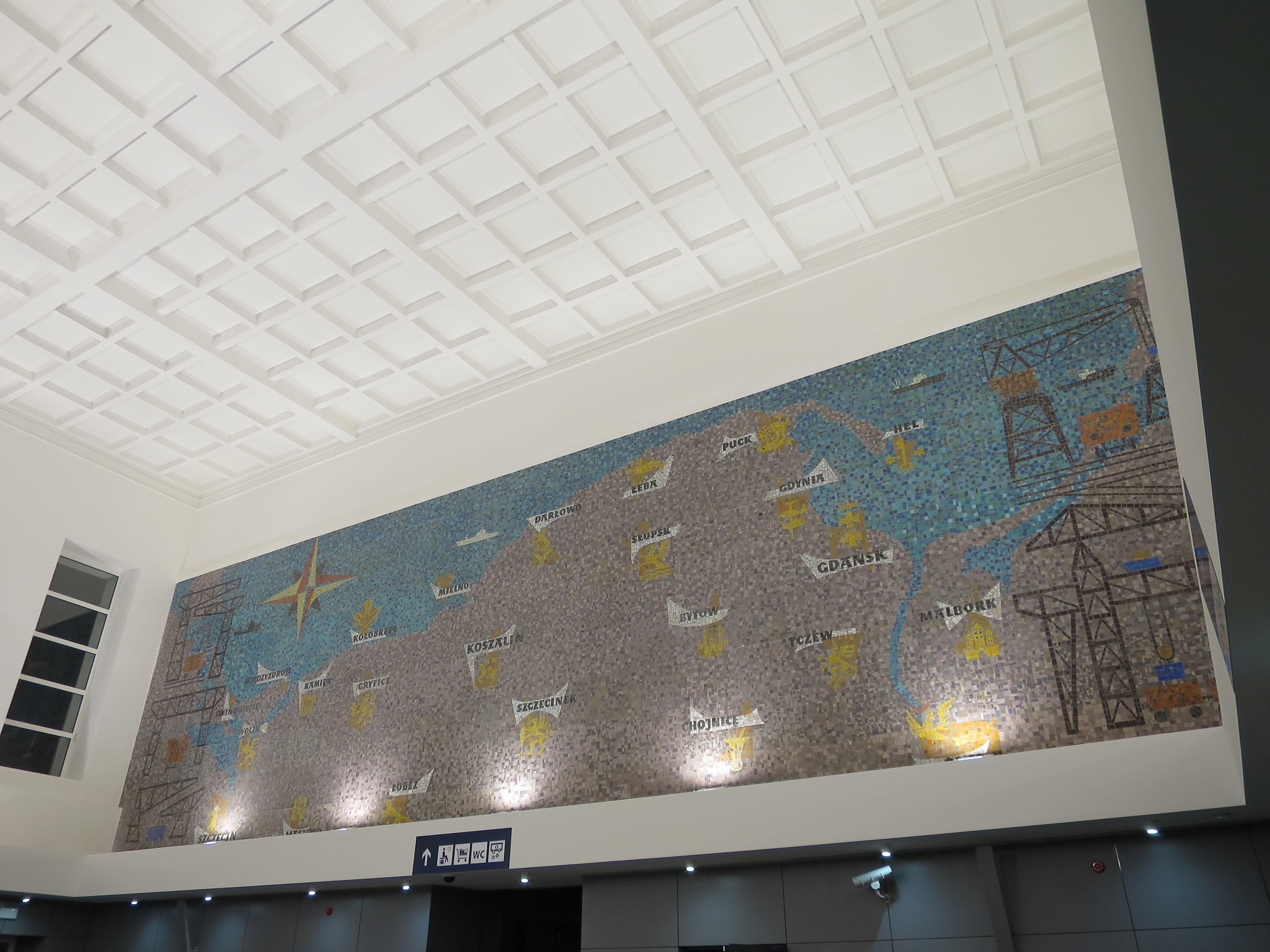
Mozaika w dawnym holu głównym

W 2007 dworzec został częściowo odremontowany w związku z finałem regat The Tall Ships’ Races. Odnowiona została elewacja gmachu od strony ulicy Krzysztofa Kolumba, a także odświeżony został hol dworca.
20 grudnia 2010 prezydent miasta Szczecin Piotr Krzystek podpisał umowę z Jackiem Prześlugą, członkiem zarządu Polskich Kolei Państwowych, oraz Zbigniewem Zarychtą członkiem zarządu PKP Polskie Linie Kolejowe w sprawie przebudowy dworca i jego okolic. Planowano, że do końca 2014 na terenie obecnego dworca i na terenach przyległych ma zostać stworzone Zintegrowane Centrum Komunikacyjne.
1 października 2014 PKP podpisały umowę na przebudowę dworca Szczecin Główny z konsorcjum firm Winnicki i Maxto. W ramach tej inwestycji przebudowany został budynek dworca, perony 1. i 4. oraz ma powstać nowa kładka. W przyszłości planowany jest drugi etap remontu. Główny budynek dworca został na czas remontu całkowicie zamknięty, uruchomiono tymczasowy dworzec w budynku po drugiej stronie ul. Krzysztofa Kolumba. 29 kwietnia 2016 roku, po półtorarocznym oczekiwaniu, udostępniono pasażerom nowy dworzec.
14 listopada 2017 PKP Polskie Linie Kolejowe podpisały z przedsiębiorstwem Porr umowę na kolejny etap przebudowy stacji, obejmujący m.in. przebudowę peronów nr 2 i 3 oraz kładki.
13 listopada 2018 PKP PLK podpisały z Kolejowymi Zakładami Łączności umowę na rozbudowę systemu informacji pasażerskiej.

## Dojazd do dworca
Przystanek SKM Dworzec Główny (Kolumba):
- tramwaje: 3, 6.
- autobusy: 75, 521, 526, 527, 528.
- Bike S rower miejski ( Dworzec Główny PKP - Kolumba )

Przystanek SKM Dworzec Główny (Owocowa) (od strony ulicy Owocowej):
- autobusy: 61, 70, 87, 90, 529.

## Schron
Schron przeciwlotniczy dla ludności cywilnej znajdujący się pod dworcem to największy cywilny schron w Polsce z okresu II wojny światowej. Bilety na zwiedzanie schronu można kupić w biurze Centrum Wynajmu i Turystyki obok dworca, a wejście znajduje się na peronie 1.